# Сакијуса Матадиго
Сакијуса Матадиго (енгл. Sakiusa Matadigo; 8. август 1982) професионални је фиџијански рагбиста и репрезентативац, који тренутно игра за француског друголигаша Олимпик Лион. Први професионални клуб за који је играо је био Сува Хајлендерс. 2007. одлази у Уједињено Краљевство и потписује за екипу Сараценс. У Премијершипу дебитовао је против Вустер вориорса 6. октобра 2007. За сарацене је постигао 2 есеја у 10 мечева. Од познатијих клубова играо је још и за француске тимове Монпеље и Расинг 92. Играо је за репрезентацију Фиџија и у рагбију 7 и у рагбију 15.